# Lićenat (jezero)
Jezero Lićenat (alb. Liqeni i Leqinatit / Leqinati / Liqeni / Kuqishtës ; srp. Језеро Лићенат) je planinsko jezero koje se nalazi na planini Lićenat u Prokletjama na zapadnom Kosovu. Ovo jezero je dobro poznato širom Kosova i posjećuju ga ljudi koji idu u kanjon Rugova ili ljudi koji se penju na obližnje vrhove kao što su Lićenat (2,341 m) i Žuti kamen (2,522 m). Jezero se nalazi na nadmorskoj visini od 1970 m. Ispod jezera se nalazi selo Kuqishtë.

## Vanjske poveznice
|  | Zajednički poslužitelj ima još gradiva o temi Lićenat (jezero) |